# Casa de Fürstenberg

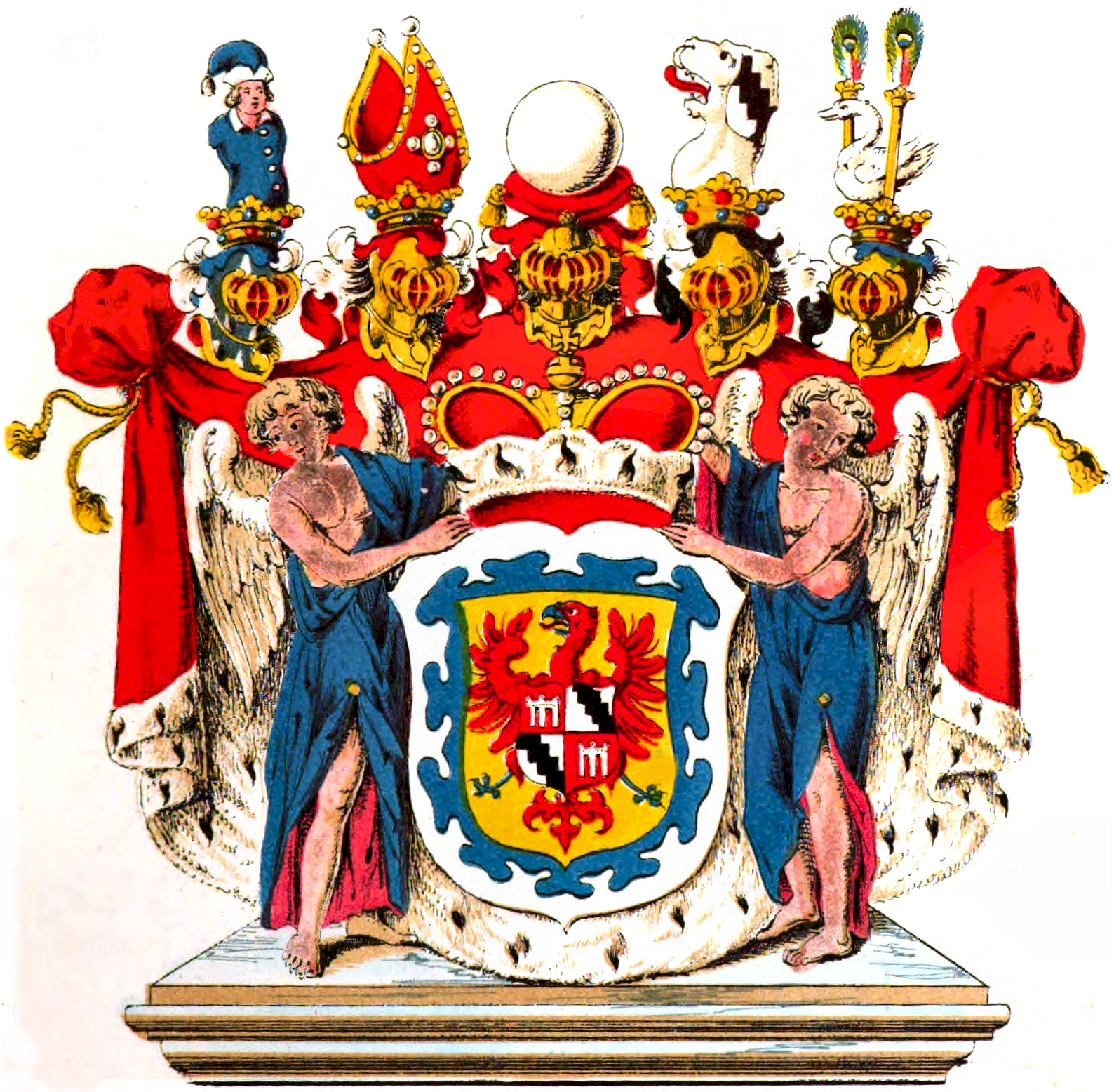
Armas de los Príncipes de Fürstenberg.

Fürstenberg es el nombre de una casa noble suaba en Alemania, con base primeramente en lo que hoy es el sur de Baden-Württemberg cerca de las fuentes del río Danubio.
Numerosos miembros de la familia alcanzaron puestos prominentes a lo largo de los siglos como soldados, eclesiásticos, diplomáticos y académicos. A veces el nombre es latinizado como Furstenberg.

## Historia

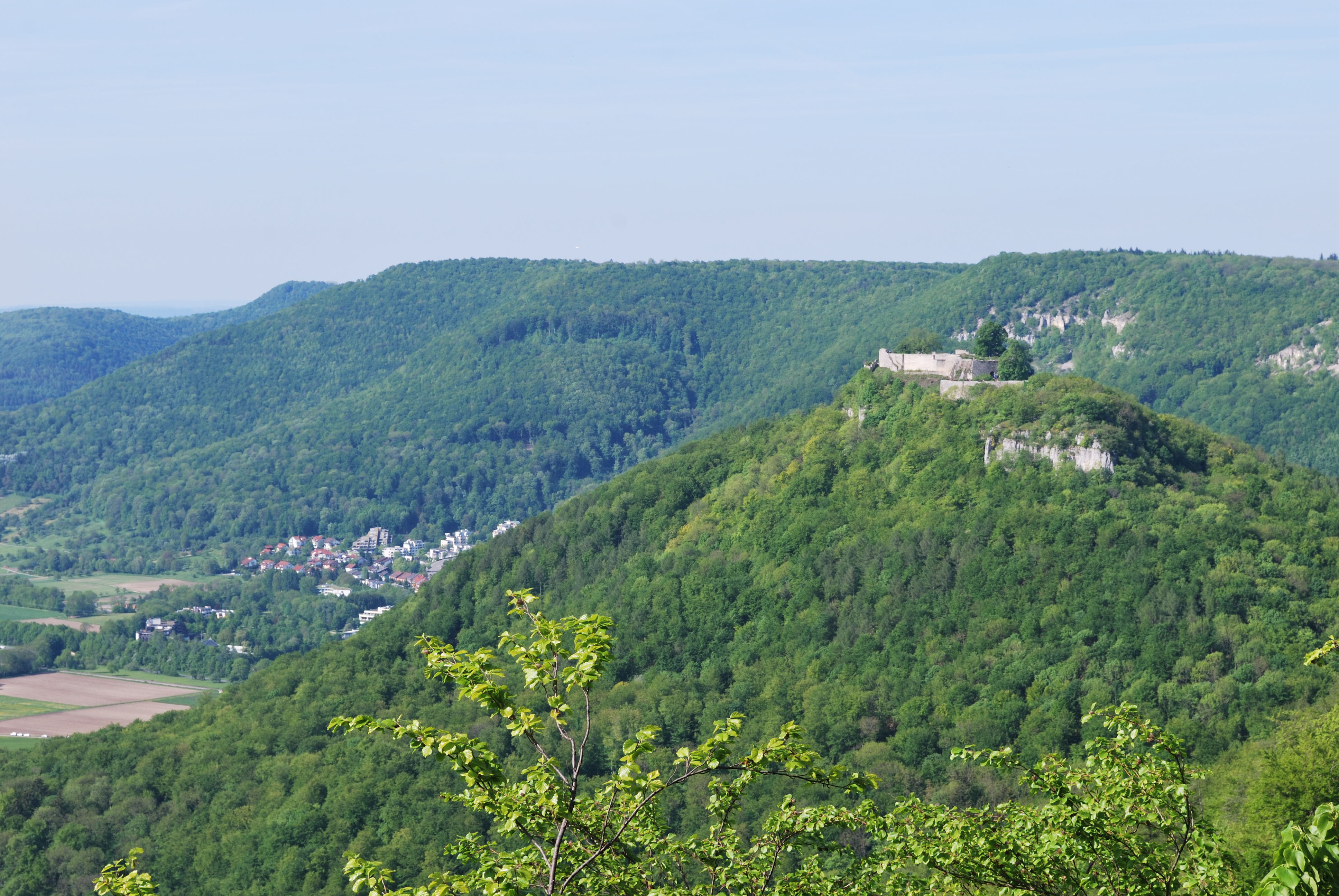
Castillo de Urach.

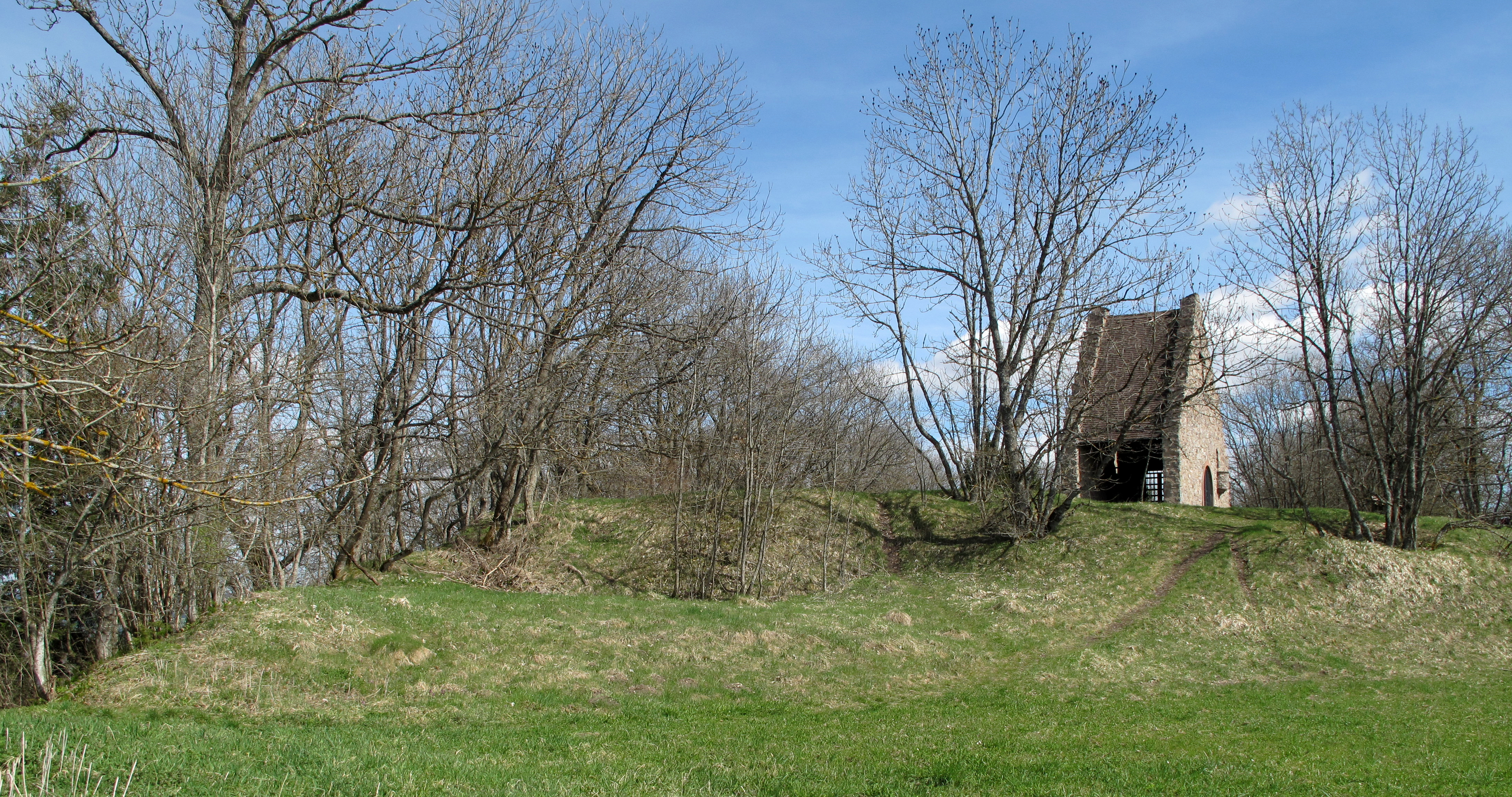
Castillo de Fürstenberg.

Fürstenberg era un condado del Sacro Imperio Romano Germánico en Suabia, actualmente en el sur de Baden-Württemberg, Alemania. El condado emergió cuando Egino IV de Urach por matrimonio heredó grandes partes del Ducado de Zähringen a la muerte del Duque Bertoldo V en 1218, y originalmente fue llamado el condado de Freiburg. El nieto de Egino, el Conde Enrique comenzó a nombrarse en relación con su residencia en el Castillo de Fürstenberg en torno a 1250. 
El condado fue dividido en 1284 entre él mismo y el bajo condado de Dillingen, y después de nuevo en 1408 entre Fürstenberg-Fürstenberg y Fürstenberg-Wolfach. A lo largo de los siglos, los diferentes condes y príncipes expandieron sus territorios hasta incluir el Landgraviato de Baar, los Señoríos de Gundelfingen, Hausen, Heiligenberg, Höwen, y Meßkirch, y el Landgraviato de Stühlingen en Alemania; así como las fincas alrededor del Castillo de Křivoklát (en alemán: Pürglitz), Bohemia, Tavíkovice (en alemán: Taikowitz) en Moravia, y desde 1733 también Lány.
En 1607, el Conde Federico IV de Fürstenberg-Heiligenberg adquirió el feudo de Weitra en la Baja Austria por matrimonio. La Casa de Fürstenberg sostuvo Weitra hasta las Revoluciones de 1848. Los miembros de la rama cadete de Fürstenberg-Weitra construyeron un castillo Renacentista sobre los fundamentos de un castillo medieval.

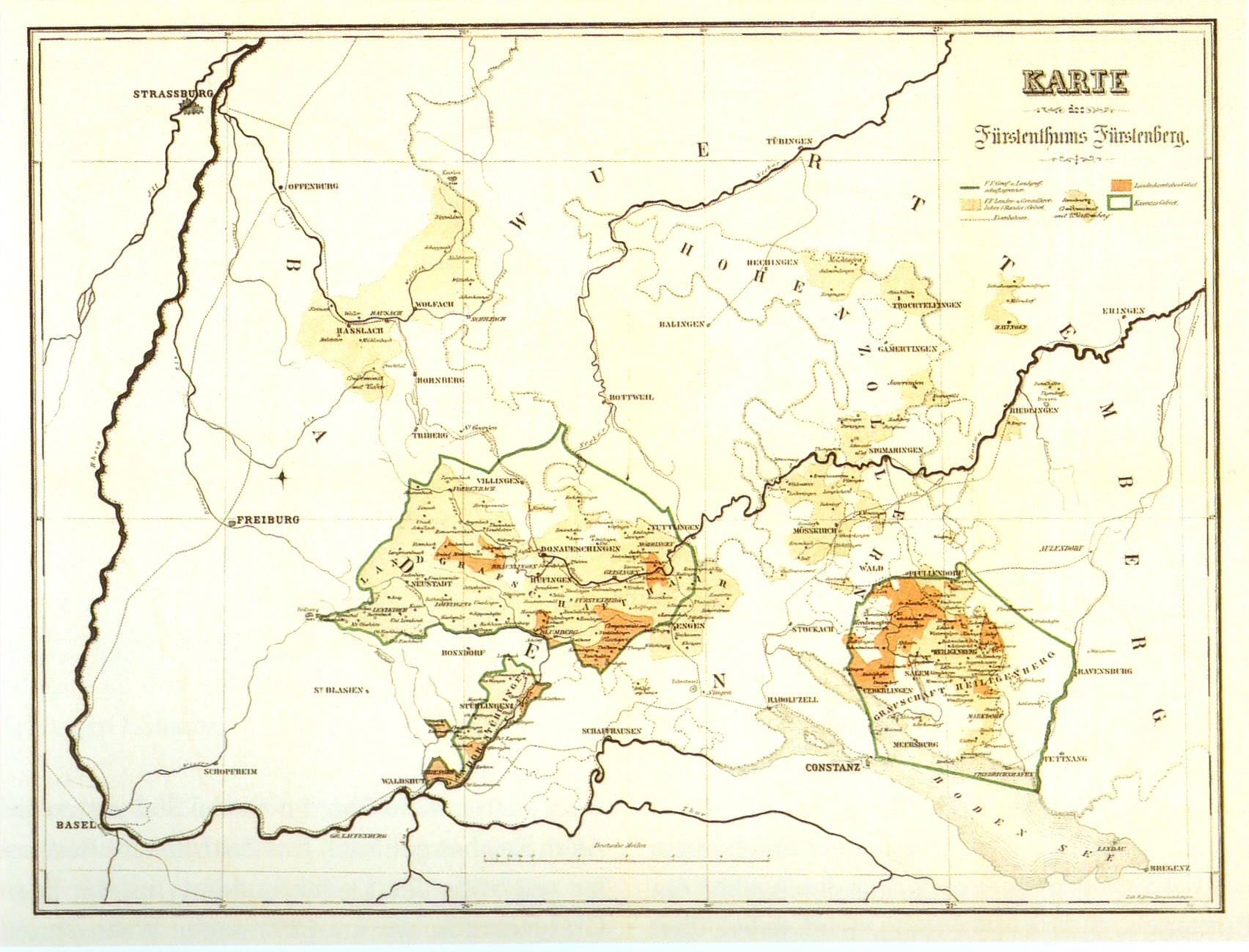
El Principado de Fürstenberg, compuesto de los condados de Haar, Stühlingen y Heiligenberg, c. 1800.

En 1664 el Conde Hermann Egon de Fürstenberg-Heiligenberg y sus hermanos, el obispo Francisco Egon de Estrasburgo y el Cardenal Guillermo Egon de Fürstenberg, se convirtieron en Príncipes del Sacro Imperio Romano Germánico. En 1667, el condado de Fürstenberg-Heiligenberg fue formalmente elevado a un principado y recibió un voto en la Dieta Imperial. Después de la extinción en 1716 de la rama Fürstenberg-Heiligenberg de la familia, los condes Froben Fernando de Fürstenberg-Messkirch y José Guillermo Ernesto de Fürstenberg-Stühlingen pasaron a ser príncipes del Sacro Imperio Romano Germánico.
En 1744, varios territorios de Fürstenberg fueron reunificados en el Principado de Fürstenberg-Fürstenberg, ya que todas las líneas excepto una se habían extinguido. Entre 1664 y 1716 la residencia había permanecido en Heiligenberg. Las residencias de dos principados parciales entre 1716 y 1723 fueron Stühlingen y Meßkirch. En 1723 el Príncipe José de Fürstenberg-Stühlingen construyó su nueva residencia en Donaueschingen, hallándose más centralmente localizado, que permaneció como la residencia del principado unificado después de la extinción de la rama familiar de Meßkirch.
La Rheinbundakte de 1806 disolvió Fürstenberg. La mayor parte de su territorio fue dado al Gran Ducado de Baden; partes más pequeñas fueron dadas al Reino de Wurtemberg, el principado de Hohenzollern-Sigmaringen y el Reino de Baviera.
La familia principesca todavía reside a día de hoy en Donaueschingen, Heiligenberg y Weitra.

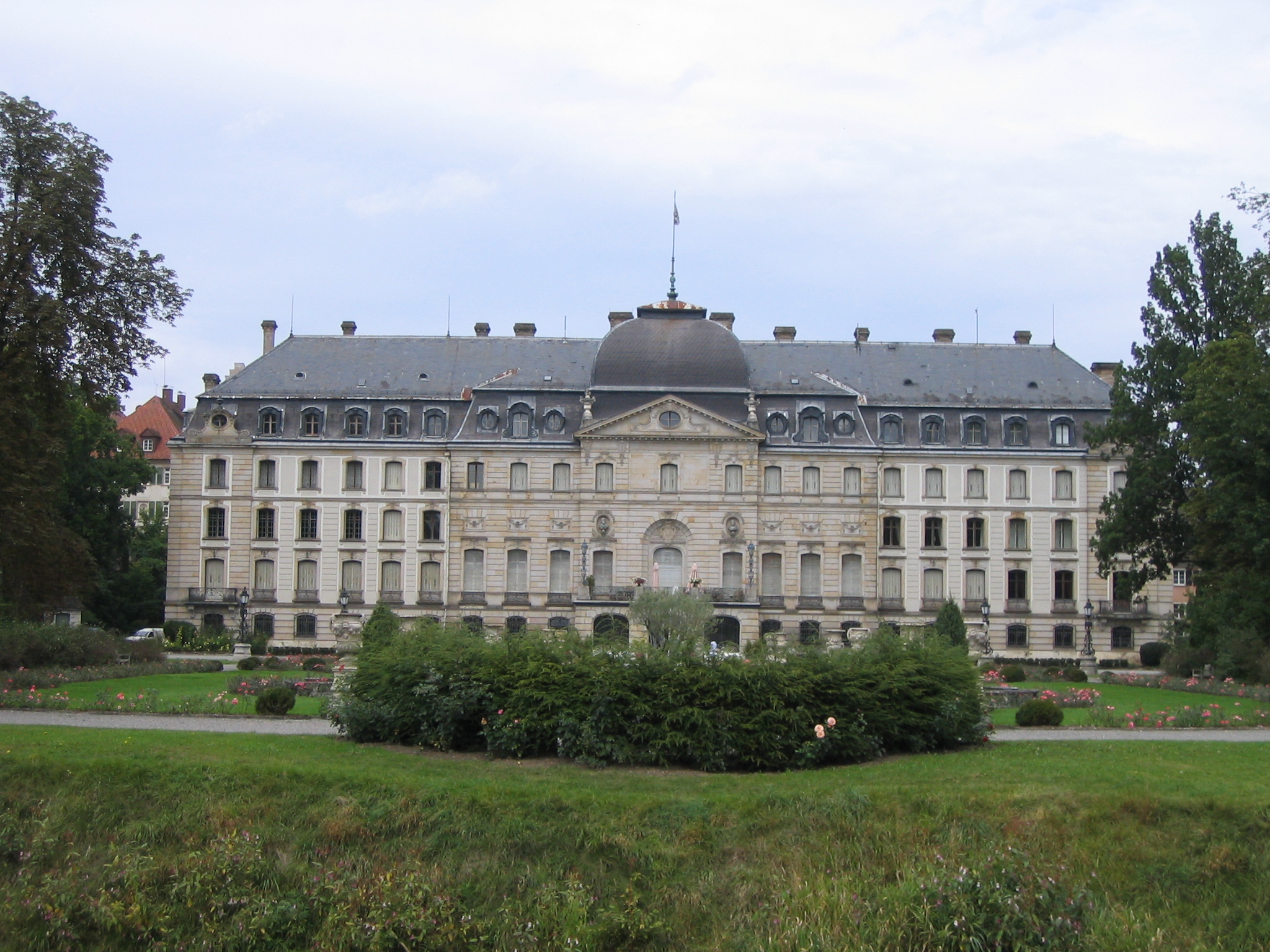
El Palacio Principesco de Donaueschingen
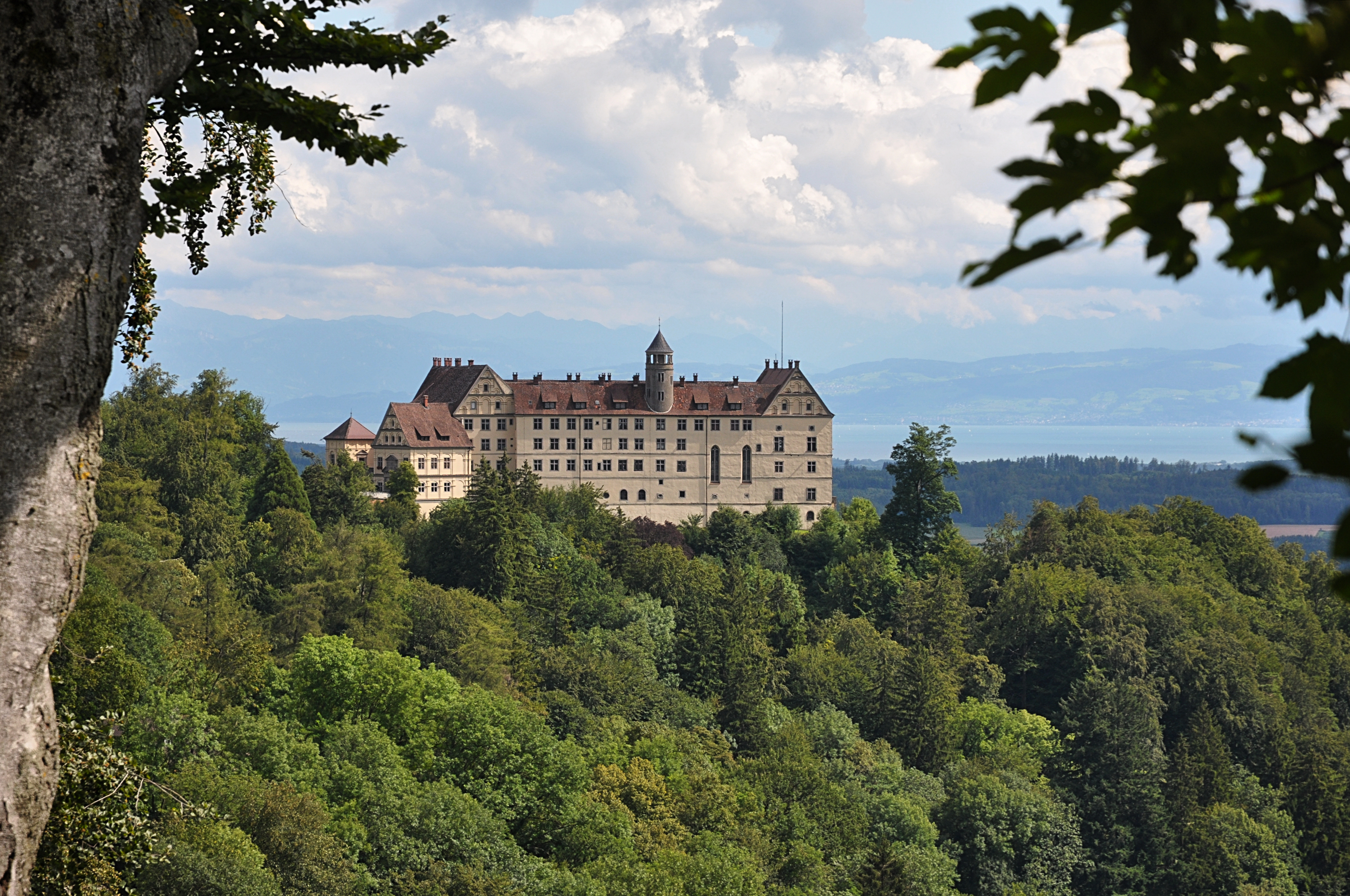
Castillo de Heiligenberg, Alemania
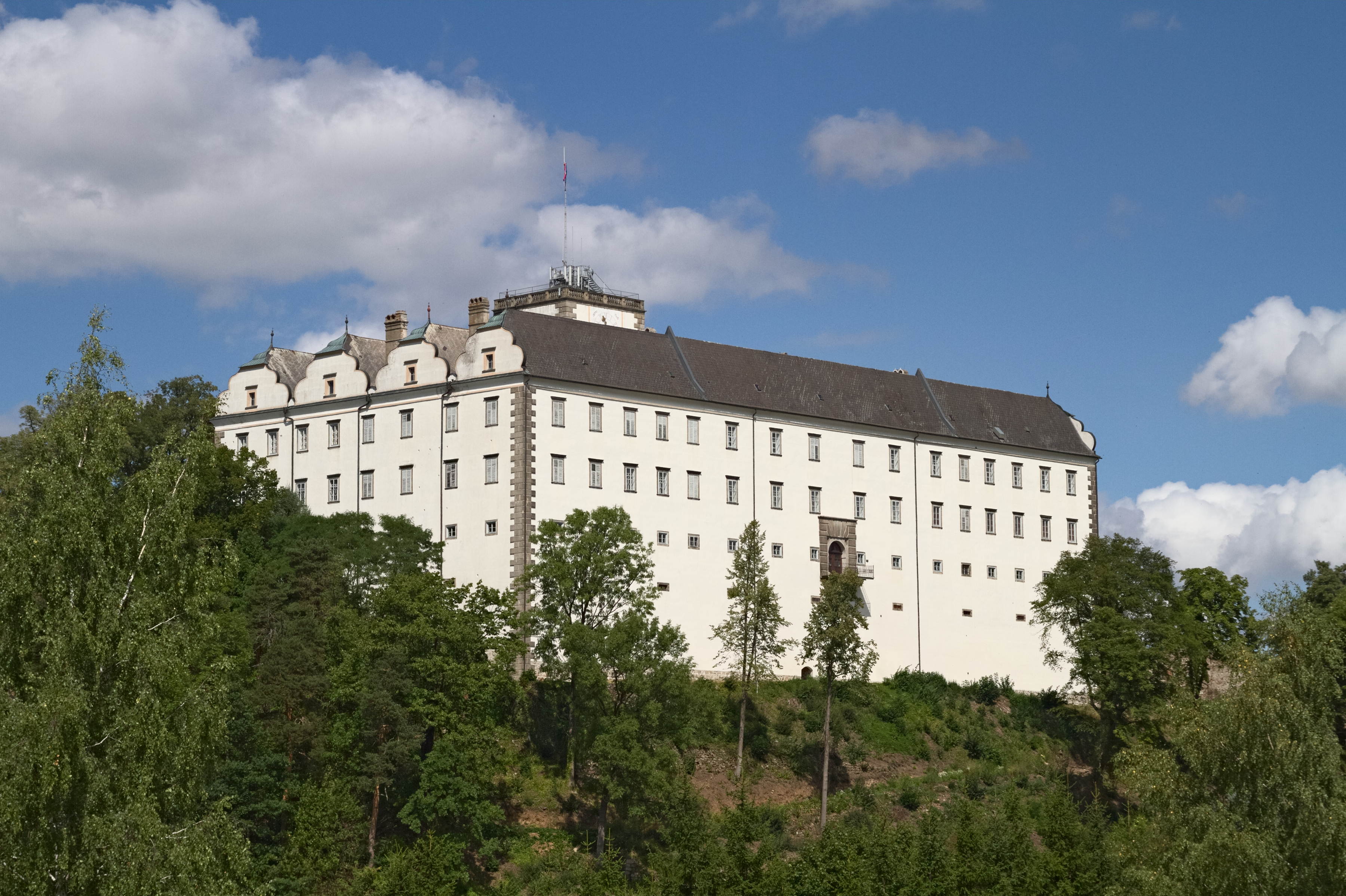
Castillo de Weitra, Baja Austria
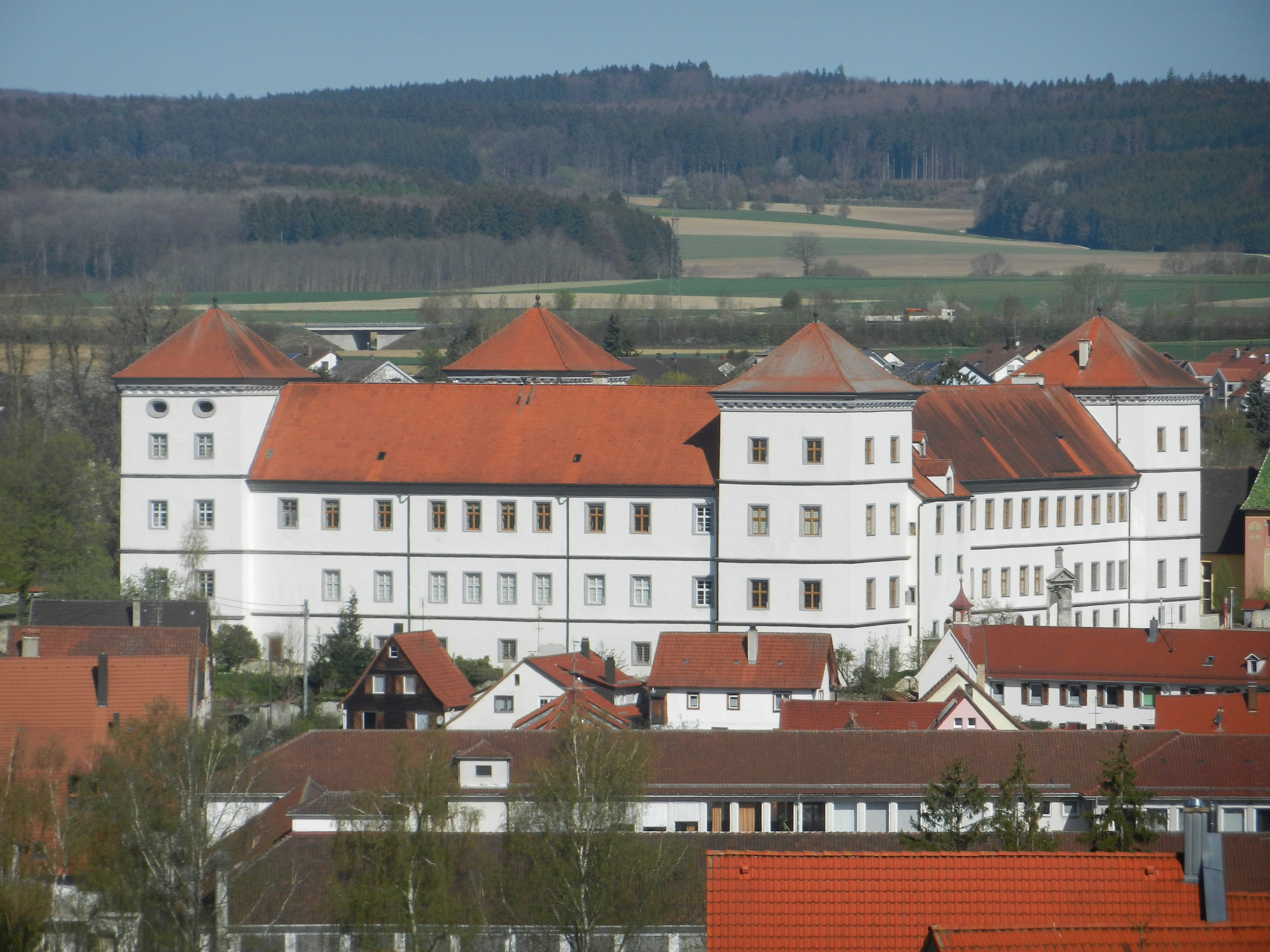
Castillo de Meßkirch, Alemania
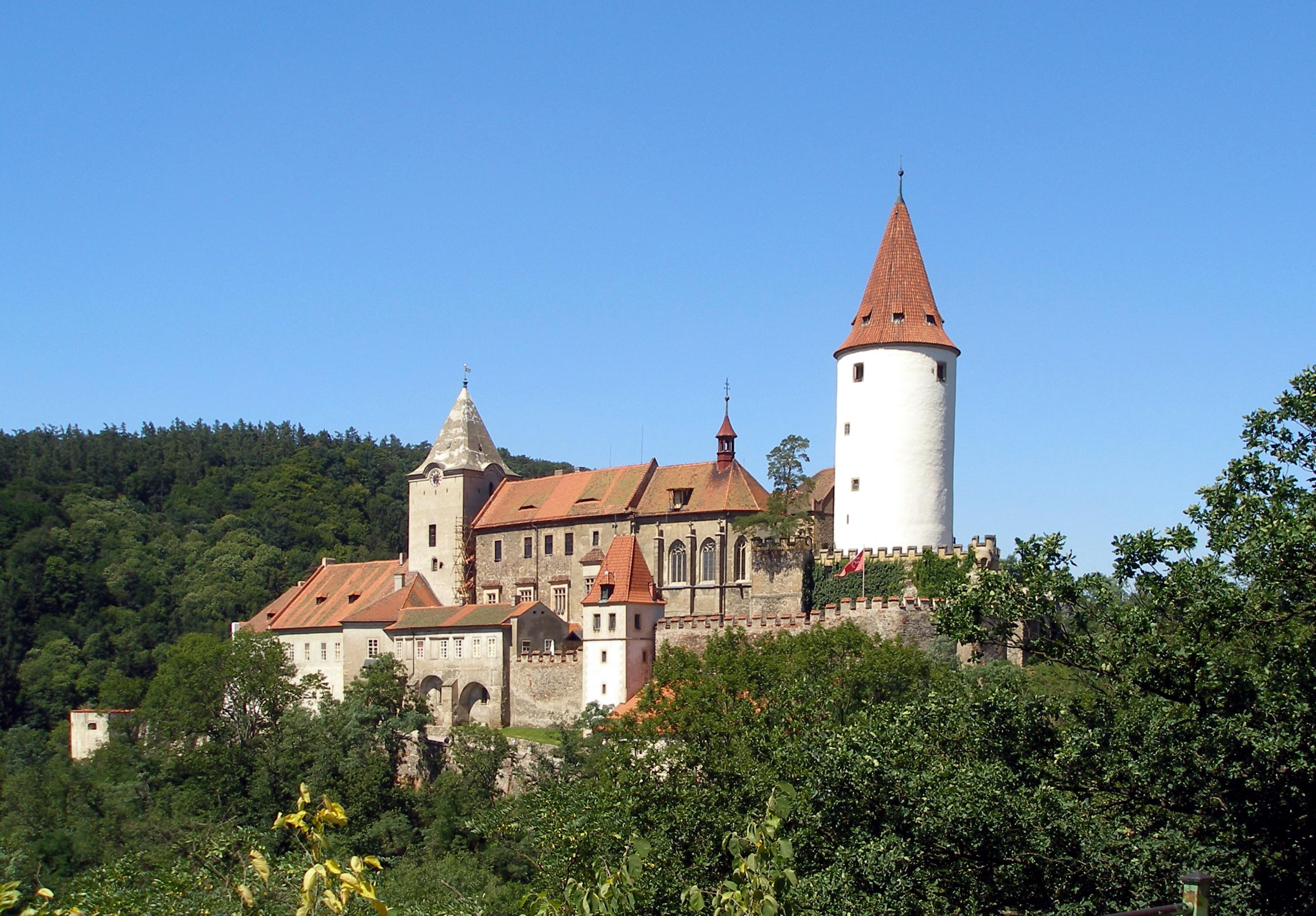
Castillo de Křivoklát, Bohemia
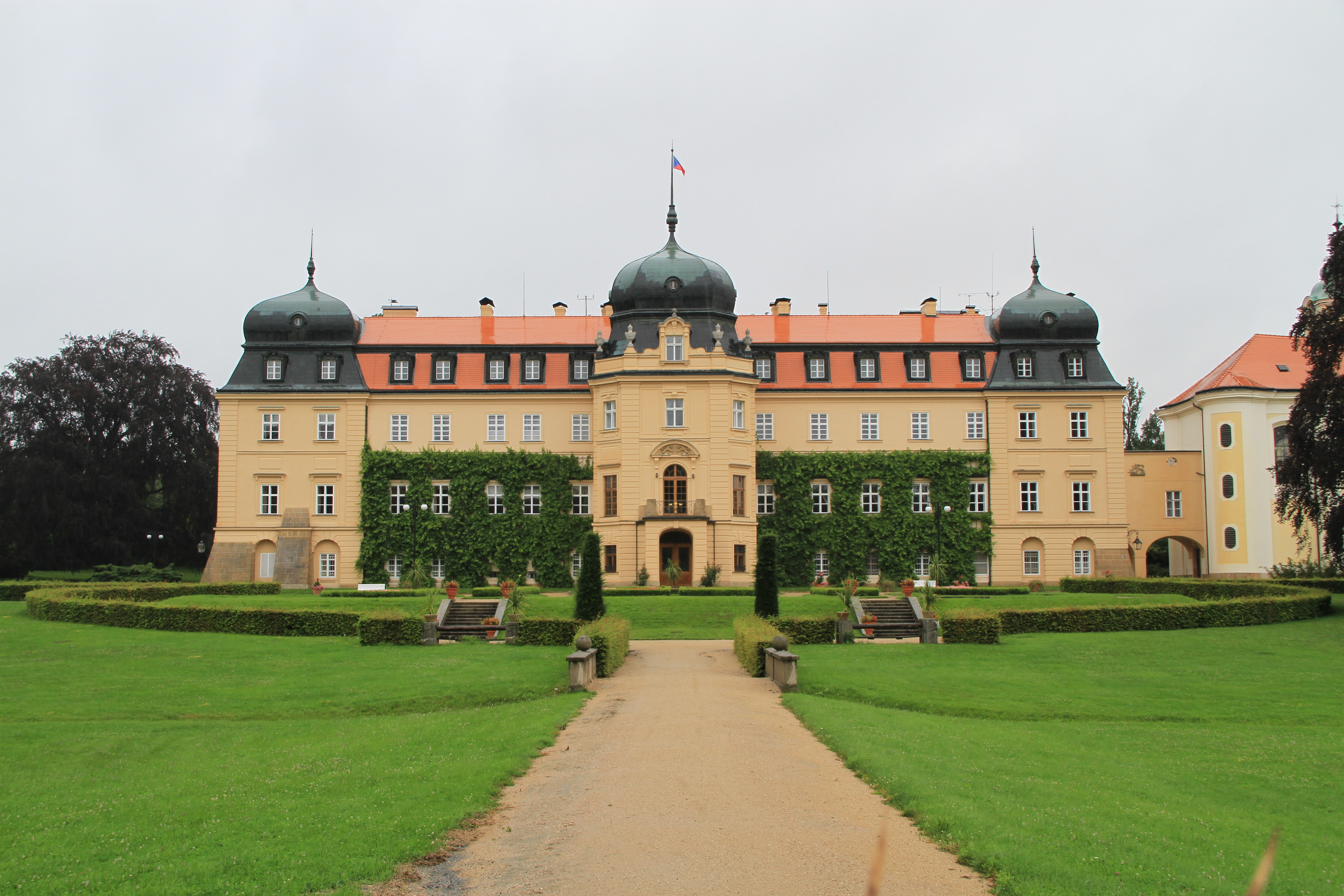
Palacio de Lány, Bohemia
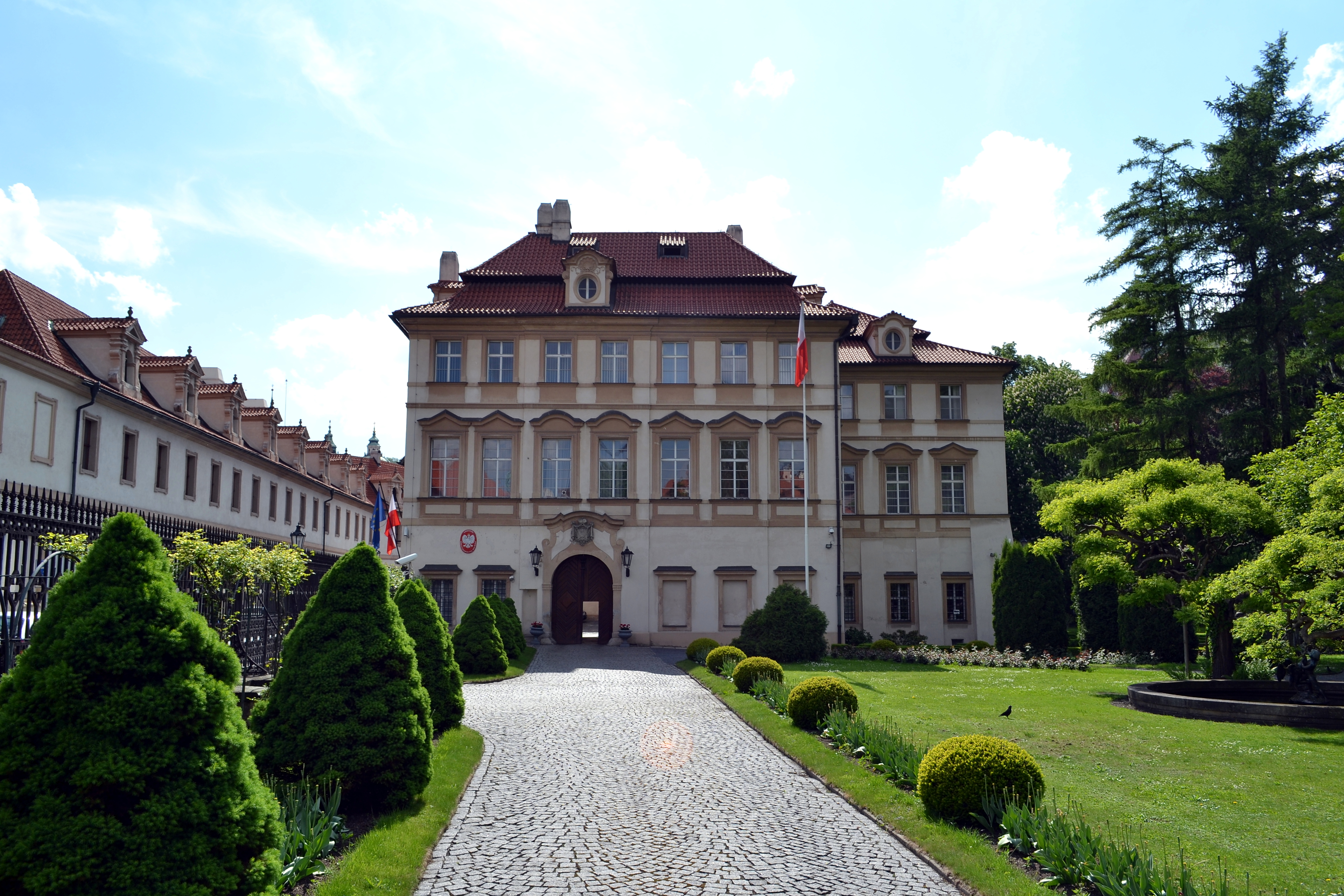
Palacio de Fürstenberg, Praga
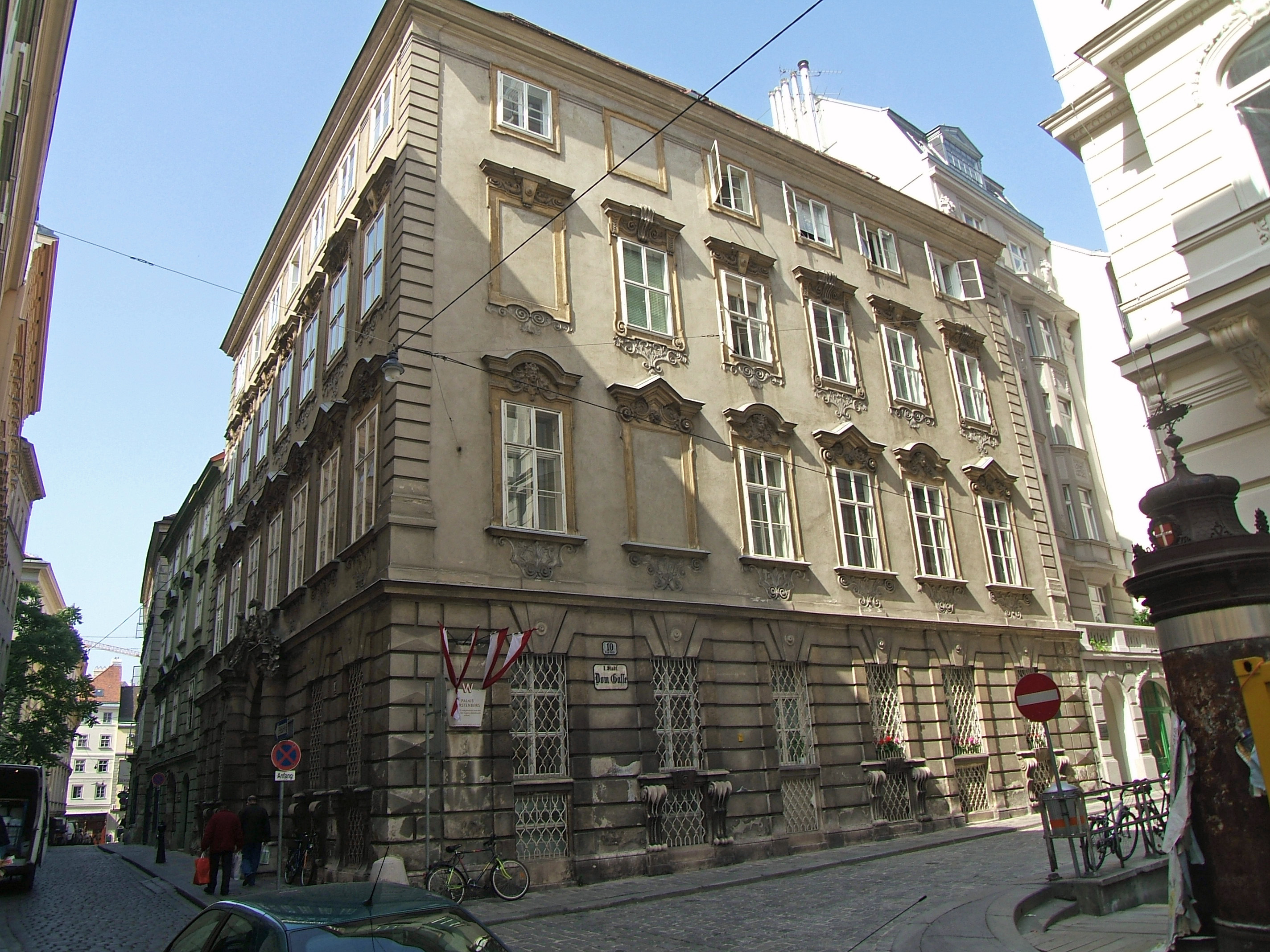
Palacio de Fürstenberg, Viena

## Príncipes de la rama de Stühlingen

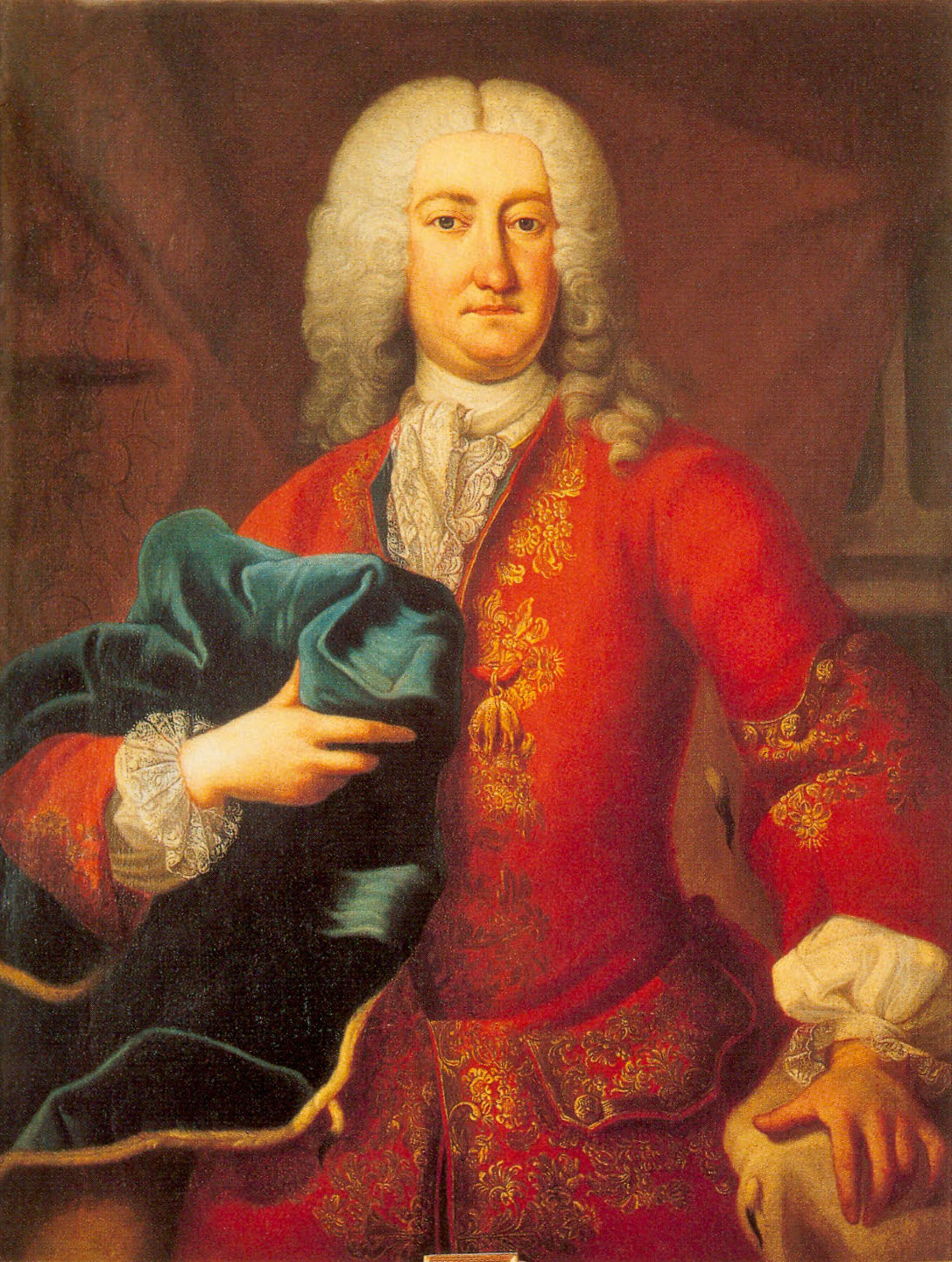
Príncipe José Guillermo Ernesto de Fürstenberg (1699-1762).

El primer Fürst zu Fürstenberg de la rama de Fürstenberg-Stühlingen, que principalmente residía en Bohemia, José Guillermo Ernesto, nació el 12 de enero de 1699. Era el segundo hijo de Próspero Fernando, Conde de Fürstenberg-Stühlingen, muerto en la batalla de Landau el 21 de noviembre de 1704 durante la Guerra de Sucesión Española, y su esposa Sofía, Condesa de Königsegg-Rothenfels (1674-1727). El 2 de febrero de 1716, José Guillermo Ernesto fue elevado al estatus de príncipe, después de la extinción de la rama principesca de Heiligenberg. Contrajo matrimonio en 1723 con la condesa María Ana de Waldstein y Wartenberg (22 de febrero de 1707 - 12 de noviembre de 1756). Después de su muerte en 1756, contrajo matrimonio en 1761 con María Ana condesa von der Wahl (22 de septiembre de 1736 - 21 de marzo de 1808). Murió en Viena el 29 de abril de 1762.
No hubo descendencia de su segundo matrimonio. De su primer matrimonio, tuvo ocho hijos:
1. José Wenzel Juan Nepomuceno; Praga, 21 de marzo de 1728 - Donaueschingen, 2 de junio de 1783
2. Carlos Borromeo Egon; Praga, 7 de mayo de 1729 - Praga, 11 de julio de 1787. Desposó el 25 de junio de 1653 a la Condesa (Gräfin) María Josefa de Sternberg (24 de junio de 1735 - 16 de enero de 1803).
3. Próspero María; 26 de marzo de 1735 - 20 de abril de 1735
4. María Leonor; 15 de diciembre de 1726 - 16 de diciembre de 1726
5. María Augusta Josefa, una abadesa en Hradcany (1731-1770)
6. María Enriqueta Josefa; Praga, 31 de marzo de 1732 - Regensburg, 4 de junio de 1772. Desposó en Regensburg a Alejandro Fernando, 3º Príncipe de Thurn y Taxis (1704-1773)
7. María Emanuela Sofía (monja); Praga,  25 de diciembre de 1733 - 28 de marzo de 1776
8. María Teresa Josefa (monja); Praga, 4 de septiembre de 1736 - 8 de mayo de 1774

### Segundo príncipe
José Wenzel Juan Nepomuceno era el hijo mayor del primer príncipe. Nació en Praga, 2 de marzo de 1728, y murió en Donaueschingen, 2 de junio de 1783; desposó el 21 de julio de 1748 a la Condesa (Gräfin) María Josefa de Waldburg y Trauchburg (30 de marzo de 1731 - 7 de mayo de 1782).
Tuvieron siete hijos:
1. Juan Nepomuceno José, 7 de julio de 1755 - 6 de octubre de 1755
2. José María Benedicto Carlos, tercer Fürst zu Fürstenberg, 9 de enero de 1758 - Donaueschingen, 24 de junio de 1796; desposó en Hechingen en 1778 a María Antonia de Hohenzollern-Hechingen (10 de noviembre de 1760 - 25 de junio de 1797).
3. Carlos Alejandro, 11 de septiembre de 1760 - 19 de febrero de 1761
4. Carlos Egon María, 5 de junio de 1762 - 20 de febrero de 1771
5. Carlos Joaquín Alois Francisco de Paula, 31 de marzo de 1771 - 17 de mayo de 1804.
6. Josefa Juana Benedicta, 14 de noviembre de 1756 - 2 de octubre de 1809; desposó en Donaueschingen en 1779 a Felipe Nerius María de Fürstenberg, el hijo mayor (superviviente) de su tío, Carlos Borromeo Egon.
7. María Ana Josefa, 5 de abril de 1759 - 26 de junio de 1759

### Tercer príncipe
La muerte en la infancia del hijo mayor del segundo príncipe situó a José María Benedicto Carlos en la línea de la herencia directa como segundo hijo de José Wenzel Juan Nepomuceno. Desposó en Hechingen 1778 a la Princesa María Antonia de Hohenzollern-Hechingen (10 de noviembre de 1760 - 25 de julio de 1797). Murió en Donaueschingen el 24 de junio de 1796 sin descendencia. El título pasó a los siguientes hijos mayores del segundo príncipe. Ambos de esos niños, Carlos Alejandro y Carlos Egon María habían fallecido en la infancia y la niñez, respectivamente (1761 y 1771).

### Cuarto príncipe
Carlos Joaquín Alois Francisco de Paula, se convirtió en cuarto Fürst zu Fürstenberg. Contrajo matrimonio en 1796 con la Landgravina Carolina Sofía de Fürstenberg (20 de agosto de 1777 - 25 de febrero de 1846). Su ancestro compartido era Próspero Fernando, Conde de Fürstenberg, quien había muerto en Landau en 1704. Carlos Joaquín Alois murió en 1803 sin descendencia. No existían más varones supervivientes del hijo mayor del primer príncipe. El título pasó a la línea de su segundo hijo.

### El título pasa a una rama cadete (júnior)
Carlos Borromeo Egon, el segundo hijo del primer príncipe, había fallecido en 1788. Había contraído matrimonio en 1760 con la Condesa María Josefa de Sternberg (1735-1803). Tuvieron tres hijos.
1. José María Wenzel (1754-1759), fallecido en la infancia.
2. Felipe Nerius María (21 de octubre de 1755 - 5 de junio de 1790); desposó en 1779 de Donaueschingen a Josefa Juana Benedica de Fürstenberg (14 de noviembre de 1756 - 2 de octubre de 1809). Tuvieron un hijo y dos hijas. El hijo, Carlos Gabriel María José, nació el 2 de febrero de 1785, y murió en Praga el 13 de diciembre de 1799.
3. Carlos Alois de Fürstenberg, nacido el 26 de junio de 1760.

Carlos Alois de Fürstenberg contrajo matrimonio con su prima, la Princesa Isabel Alejandrina de Thurn y Taxis (30 de noviembre de 1767 - 21 de julio de 1822) en Praga. Tuvieron cinco hijos:

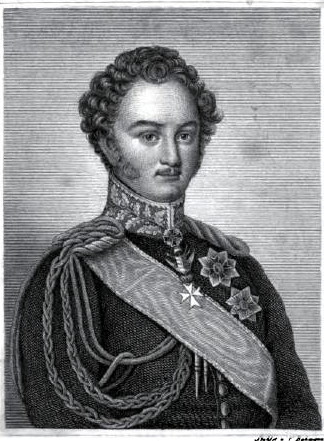
Carlos Egon, 5º Príncipe de Fürstenberg (1796-1854).

1. Carlos Egon, sucedió a su primo como Quinto Fürst zu Fürstenberg 17.5.1804 (m. 22 de octubre de 1854). Desposó en Karlsruhe el 19 de abril de 1818 a Amalia de Baden (1795-1869).
2. María Leopoldina; Praga, 4 de septiembre de 1791 - Kupferzell, 10 de enero de 1844. Desposó a Carlos Alberto de Hohenlohe-Waldenburg-Schillingsfürst.
3. María José, n. y m. 9 de septiembre de 1792
4. Antonia; 28 de octubre de 1794 - 1 de octubre de 1799
5. María Ana (1798-1799)

El 25 de marzo de 1799 Carlos Alois murió en la Batalla de Stockach. Su sobrino murió en diciembre de 1799. En consecuencia, cuando su primo Carlos Joaquín Alois Francisco de Paula murió, su propio hijo, Carlos Egon, se convirtió en el quinto Príncipe (Fürst).

### Jefes de la Casa después de la Mediatización

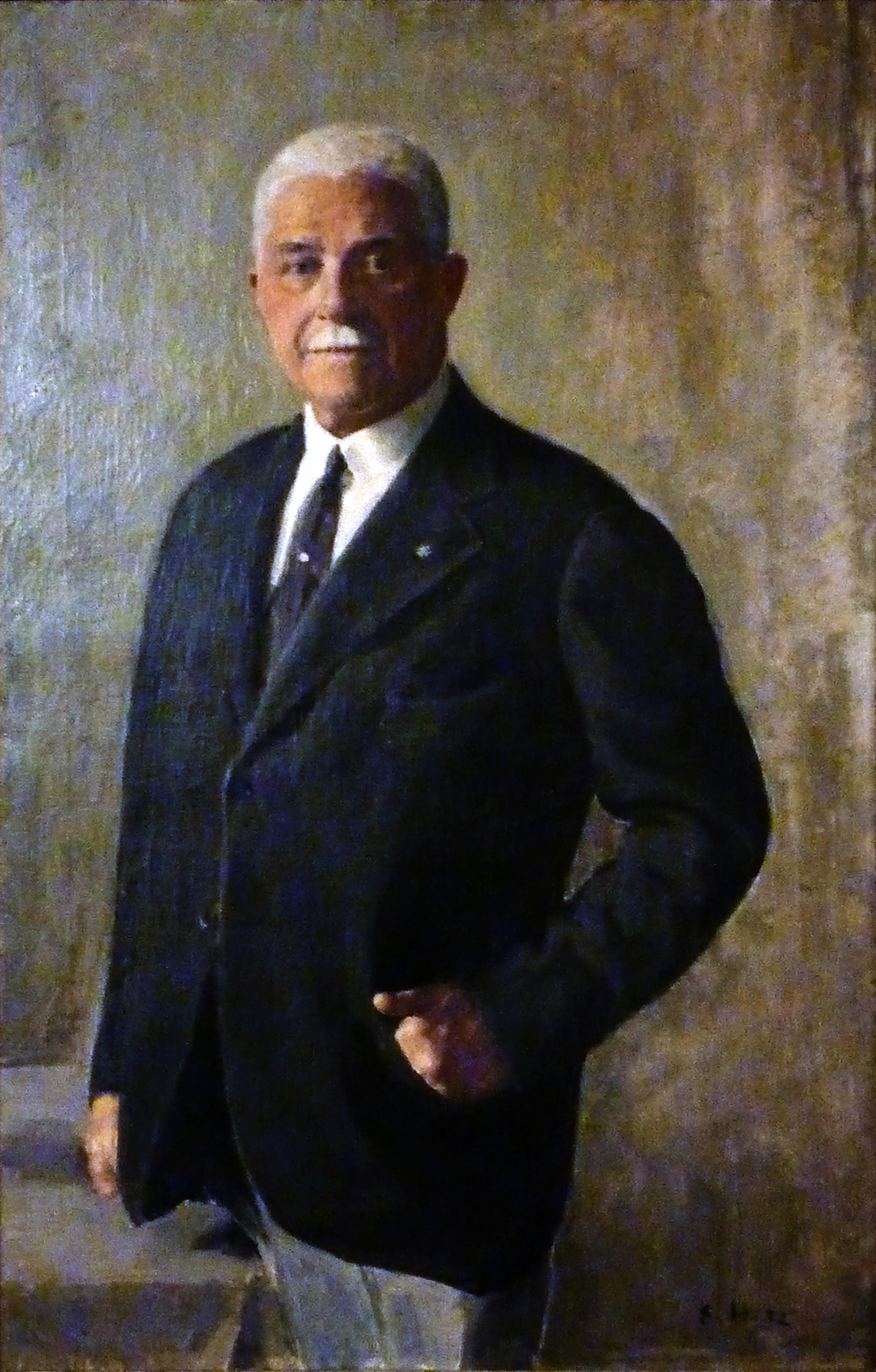
Príncipe Maximiliano Egon II de Fürstenberg (1863-1941).

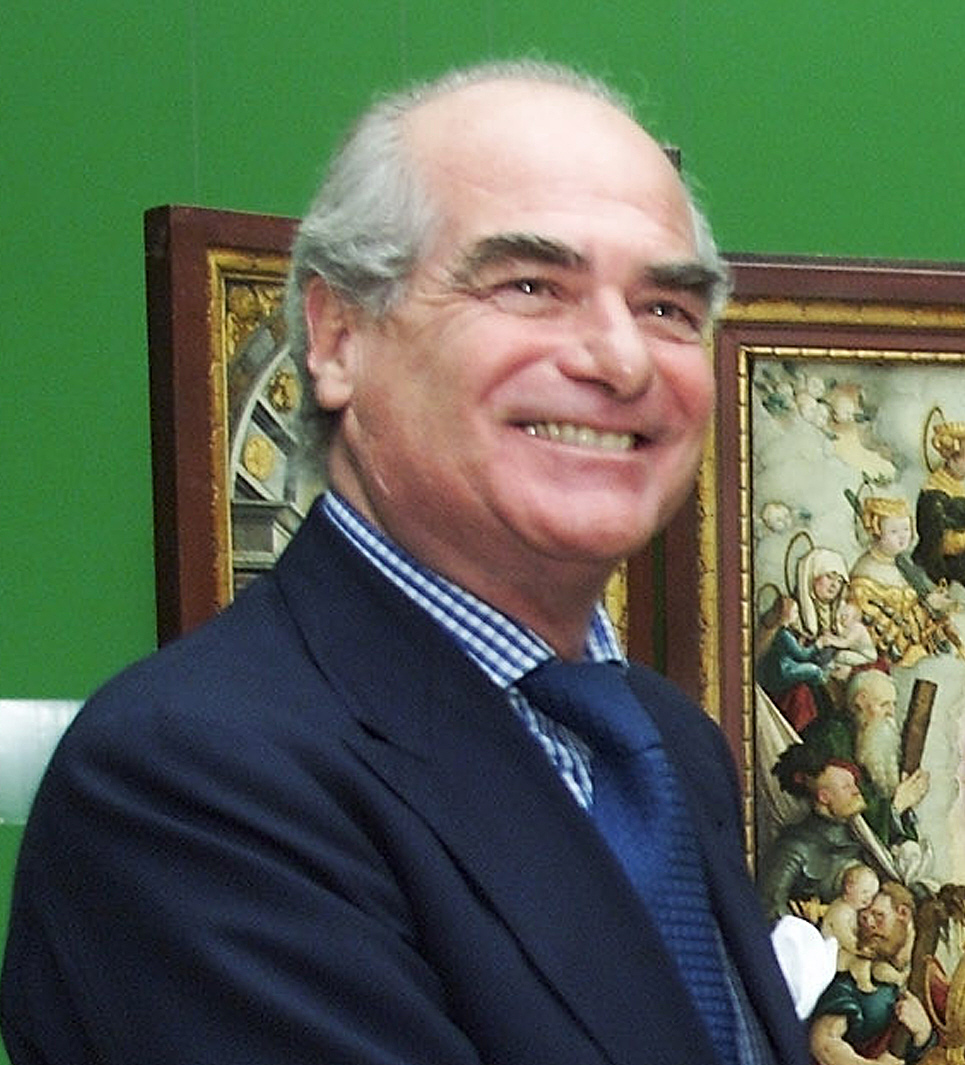
Príncipe Enrique de Fürstenberg (n. 1950).

- 1804-1854 Carlos Egon II (1796-1854), Vicepresidente de la Cámara Alta del Gran Ducado de Baden ∞ Princesa Amalia de Baden
- 1854-1892 Carlos Egon III (1820-1892) ∞ Princesa Isabel Enriqueta de Reuss (línea mayor)
- 1892-1896 Carlos Egon IV (1852-1896) ∞ Condesa Dorotea de Talleyrand-Périgord
- 1896-1918 Príncipe Maximiliano Egon II de Fürstenberg (1863-1941) ∞ Condesa Irma de Schönborn-Buchheim
- 1941-1973 Carlos Egon V. (1891-1973) ∞ Condesa Ida de Nostitz-Rieneck
- 1973-2002 Joaquín Egon (1923-2002) ∞ Condesa Paula de Königsegg-Aulendorf; sobrina del anterior
- 2002-2024 Enrique (Heinrich), Príncipe de Fürstenberg (n. 1950) ∞ Maximiliana, Princesa de Windisch-Graetz
- desde 2024 Cristián (n. 1977), Príncipe de Fürstenberg (n. 1977); Hijo y heredero presunto: Tassilo (2013)

## Miembros notables de la Casa de Fürstenberg
- Enrique III de Fürstenberg (m. 1366)
- Enrique IV de Fürstenberg (m. 1408?)
- Federico IV de Fürstenberg (1563-1617)
- Ernesto Egon VIII, Conde de Fürstenberg (1588-1635), hijo de Federico V
- Francisco Egon de Fürstenberg (1625-1682); general, Obispo de Estrasburgo 1663-1682
- Guillermo Egon de Fürstenberg (1629-1704), Obispo de Estrasburgo 1682-1704

## Miembros modernos de la Casa de Fürstenberg
- Príncipe Maximilian Egon II von Fürstenberg  (1863-1941), político
- Maximilian von Fürstenberg, (1904-1988), cardenal belga
- Egon von Fürstenberg (1946-2004), diseñador de moda
- Ira von Fürstenberg (1940-2024) socialité, actriz
- Tatiana von Fürstenberg (n. 1971) cantante de rock, productora de cine
- Alejandro von Fürstenberg (n. 1970), empresario
- Talita von Fürstenberg (n. 1999), modelo